# Theaterkommission der Stadt Zürich
Die Theaterkommission der Stadt Zürich war eine der Kulturförderungsstellen der Stadt Zürich. Sie errichtete Produktions-, Aufführungs-, Koproduktions und Gastspielbeiträge für Theaterproduktionen aus den Steuermitteln der Stadt Zürich. Das jährliche Budget betrug 2012 1,7 Mio. SFr.
Am 6. September 2023 beschloss der Züricher Stadtrat, die Theaterkommission mit der bisher eigenständigen Tanzkommission mit Wirkung zum 15. September 2023 zur neuen  Kommission Tanz und Theater zusammenzulegen. Diese neue Kommission soll bei der Vergabe der Mittel im für das Haushaltsjahr 2024 neu geschaffenen Fördersystem Tanz und Theater beraten. Das neue Fördersystem hat auch eine andere Ausrichtung zum Inhalt. Zukünftig wird das zentrale Element die Konzeptförderung sein, ergänzt durch Projektbeiträge an Einzelproduktionen. Dem neuen Fördersystem stehen jährlich 6,5 Mio. SFr. zur Verfügung.
Mitglieder der Kommission Tanz und Theater (Stand 2025):
- Anneli Binder, ehemalige Tänzerin, aktuell Leiterin der Dampfzentrale Bern
- Yara Gisler, Kulturwissenschaftlerin, Performerin und DJ
- Monika Gysel, Dozentin an der Züricher Hochschule für Künste, ehemalige Dramaturgin am Theater
- Uwe Heinrich, Regisseur, Dramaturg und Theaterpädagoge, Leiter des jungen theater basel
- Tabea Martin, freischaffende Tänzerin und Choreografin